# Georg Kuhn
Georg Kuhn (ur. 25 grudnia 1995) – szwajcarski szpadzista, srebrny medalista mistrzostw świata.
Podczas mistrzostw świata w Lipsku w 2017 roku Szwajcarzy w składzie: Max Heinzer, Georg Kuhn, Michele Niggeler i Benjamin Steffen zdobyli srebrny medal w zawodach drużynowych. W rywalizacji indywidualnej zajął tam 31. miejsce.
W 2015 roku wystartował na igrzyskach europejskich w Baku, zajmując czwarte miejsce drużynowo i dziewiętnaste indywidualnie.
Nie brał udziału w igrzyskach olimpijskich.